# Cerkiew Ufijskiej Ikony Matki Bożej w Ufie
Cerkiew Ufijskiej Ikony Matki Bożej – prawosławna cerkiew w Ufie, w dzielnicy Inors, w dekanacie ufijskim eparchii ufijskiej Rosyjskiego Kościoła Prawosławnego.

## Historia
Cerkiew położona jest na terenie dawnej wsi Kadomcewo, przemianowanej następnie na Bogorodskoje. Od lat 1621–1622 był to ośrodek kultu ikony maryjnej, którą według tradycji odnalazł miejscowy chłop Stiefan. Wizerunek był kopią Kazańskiej Ikony Matki Bożej i był przechowywany początkowo w wiejskiej cerkwi św. Eliasza, a następnie we wzniesionej specjalnie z myślą o nim świątyni Kazańskiej Ikony Matki Bożej. Na przełomie XVII i XVIII w. wizerunek przyciągał już tak wielu pielgrzymów, że władze cerkiewne zdecydowały o przeniesieniu go do soboru Smoleńskiej Ikony Matki Bożej w Ufie, pozostawiając w Bogorodskim jedynie kopię i organizując z soboru do wsi procesje w dniu wspomnienia liturgicznego ikony.

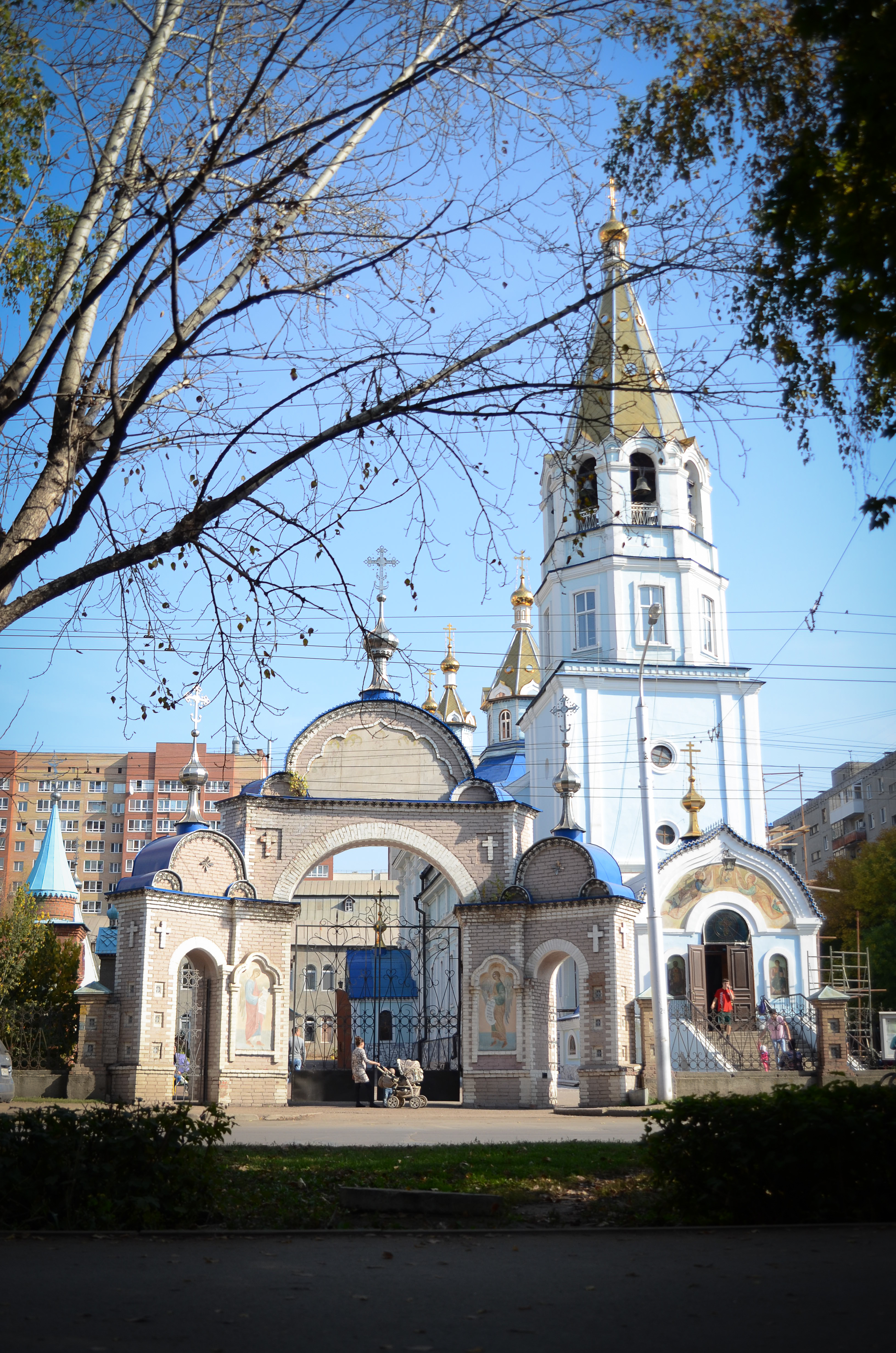

W latach 1725–1727 na miejscu pierwszej drewnianej cerkwi wzniesiono nową, obszerniejszą, z drugim ołtarzem św. Mikołaja. Świątynia ta spłonęła w pożarze w 1873 razem z sąsiadującą cerkwią św. Eliasza. Cztery lata później z fundacji S. Łarionowa wzniesiono na jej miejscu nową cerkiew, tym razem murowaną; w 1877 została ona również poświęcona. Cerkwi św. Eliasza nie odbudowano, zamiast tego poświęcając prorokowi ołtarz boczny w murowanej świątyni. Ikonostasy dla świątyni powstały w pracowni F. Korolowa. Cerkiew przed 1917 posiadała co najmniej jedną kaplicę filialną na miejscu, gdzie miało dojść do odnalezienia cudownej ikony, a według niektórych źródeł podlegały jej trzy kaplice. 
Świątynia pozostawała czynna do 1933, gdy została zamknięta i częściowo zniszczona – rozebrano pięć wieńczących ją kopuł oraz dzwonnicę, miejsce odnalezienia ikony zalano betonem i zamieniono w wysypisko śmieci. Sama cerkiew została zaadaptowana na szkołę dla dzieci niepełnosprawnych umysłowo. 
Cerkiew została zwrócona Rosyjskiemu Kościołowi Prawosławnemu w sierpniu 1990, odremontowana w latach 1990–1997 i 2007–2010, przywrócona do użytku liturgicznego.   